# R4E Skyeye
R4E Skyeye – taktyczny, bezzałogowy aparat latający (UAV – Unmanned Aerial Vehicle) opracowany przez amerykańską firmę Developmental Sciences będącą obecnie częścią korporacji BAE Systems.

## Historia
Na początku lat 70. XX wieku, firma Developmental Sciences realizowała projekt bezzałogowego aparatu latającego Aquila, który został jednak anulowany, ale posłużył jako projekt bazowy do stworzenia nowego aparatu o lepszych parametrach. Po wydłużeniu skrzydeł, powiększeniu kadłuba, zastosowaniu mocniejszego silnika i dodaniu steru wysokości powstał model oznaczony jako R4E-30, który został zakupiony przez Tajlandię. Wymagania stawiane przez armię amerykańską tego typu aparatom zakładały możliwość operowania zarówno w dzień i w nocy. Uzupełniono wyposażenie przenoszone przez Skyeye o kamerę termowizyjną i powiększono moc silnika, tak powstała wersja oznaczona jako R4E-40, która została zakupiona przez US Army.

## Wyposażenie
Najnowszy wariant Skyeye, z najmocniejszym silnikiem pchającym, napędzającym czterołopatowe śmigło, R4E-50, wyposażony jest w kamerę telewizyjną do obserwacji prowadzonych w ciągu dnia, kamerę termowizyjną oraz laserowy dalmierz wskaźnik celów. Posiada również panoramiczny aparat cyfrowy oraz odbiornik GPS. Na jego pokładzie można zamontować aparaturę meteorologiczną, urządzenia przeciwdziałania radioelektronicznego lub aparaturę służącą do namierzania źródeł emisji elektromagnetycznej. Aparat startuje z katapulty i w ciągu całego lotu kierowany jest drogą radiową z naziemnego stanowiska kontroli. Dane z rozpoznania przekazywane są w czasie rzeczywistym do tego samego stanowiska. Aparat ląduje na płozach, możliwe jest również lądowanie na spadochronie lub na paralotni po zainstalowaniu specjalnego zasobnika. Użycie paralotni znacząco wydłuża czas operowania Skyeye nad celem.

## Służba
Skyeye był na wyposażeniu armii amerykańskiej, która zastąpiła go aparatem RQ-5 Hunter. Zakupiony został również przez Tajlandię, Maroko i Egipt. W latacj 1985–1987 Skyeye był testowany przez US Army w misjach nad państwami ameryki środkowej, w których trwały walki partyzanckie. Państwa te nie były poinformowane o takim wykorzystaniu aparatu, z których żaden nie został zestrzelony. Skyeye znalazł również zastosowanie w służbach cywilnych do patrolowania granic oraz w rolnictwie będąc wykorzystywanym do opylania pól rolnych pestycydami.